# Tăierea capului Sfântului Ioan Botezătorul

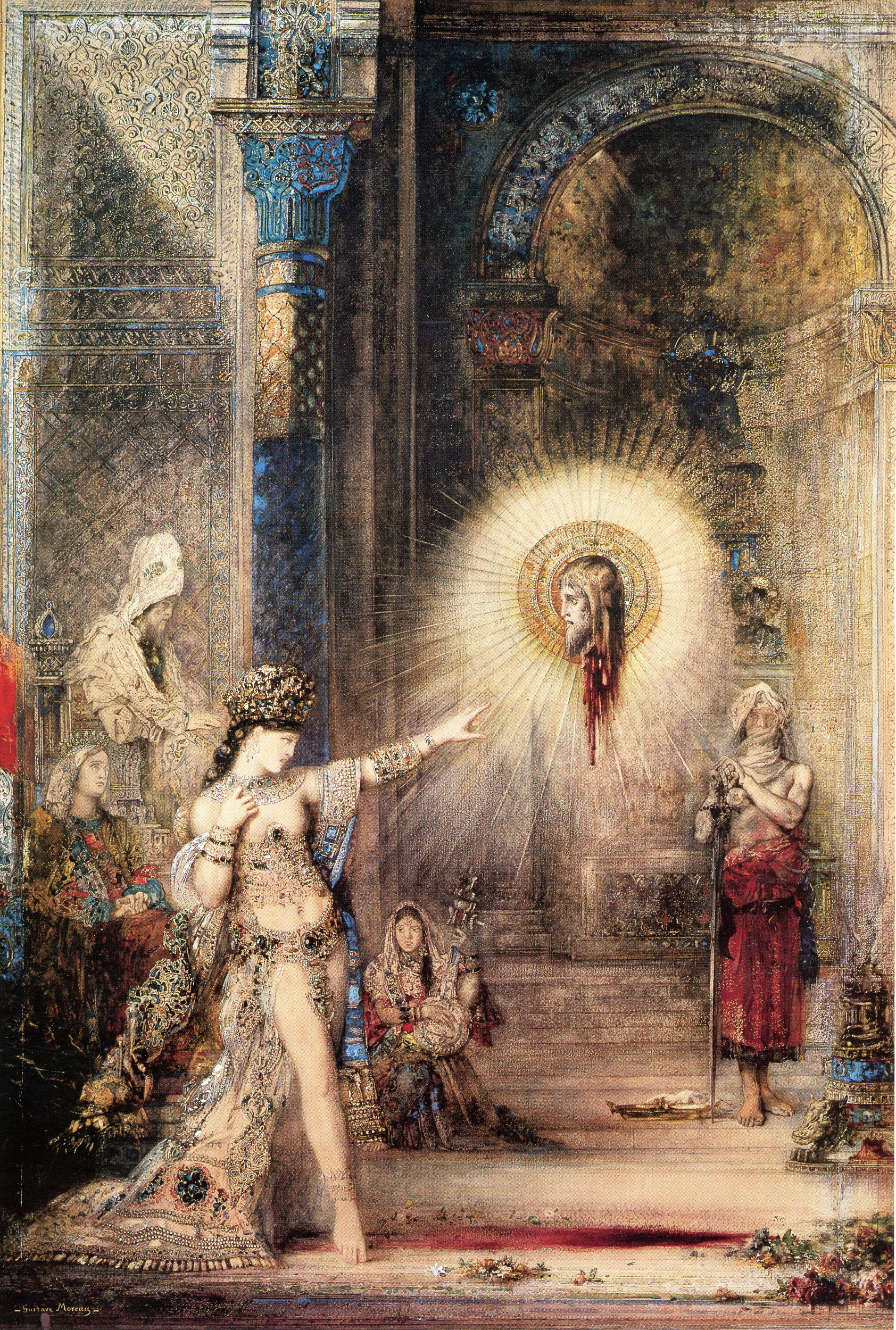
Salomeea și apariția capului Botezătorului (1876) de Gustave Moreau. Pictura în acuarelă expusă acum în Musée d'Orsay, Paris, Franța.

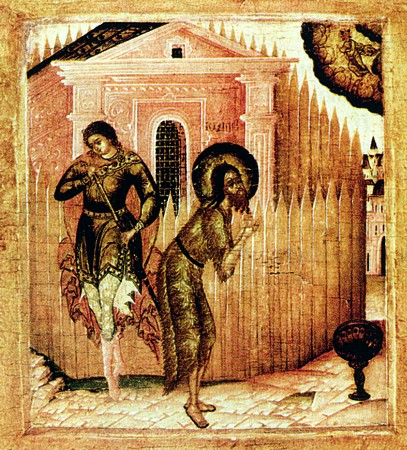
Icoana Decapitării lui Ioan Botezătorul (Muzeul Icoanelor, Recklinghausen)

Tăierea capului Sfântului Ioan Botezătorul, cunoscută și sub numele de Decapitarea Sfântului Ioan Botezătorul sau Decapitarea Înaintemergătorului, este un eveniment biblic și o zi sfântă respectată de mai multe biserici creștine care urmează tradițiile liturgice. Această zi comemorează martiriul prin decapitare al Sfântului Ioan Botezătorul, la ordinul lui Irod Antipa, în urma cererii răzbunătoare a fiicei sale vitrege Salomeea și a mamei ei, Irodiada.

## Relatări tradiționale
Potrivit evangheliilor sinoptice, Irod, care era tetrarh sau vicerege al Galileii în timpul ocupației romane, l-a întemnițat pe Ioan Botezătorul pentru că l-a mustrat pe Irod că a divorțat de soția sa (Phasaelis, fiica regelui Aretas al Nabateei) și că trăia acum, prin încălcarea legii evreiești, cu Irodiada, soția fratelui său Irod Filip I. La ziua de naștere a lui Irod, fiica Irodiadei (pe care Iosephus Flavius a identificat-o ca Salomeea) a dansat în fața regelui și a oaspeților săi. Dansul ei l-a încântat atât de mult pe Irod, încât acesta, fiind beat, i-a promis că îi va oferi tot ce și-ar dori până la jumătate din regatul său. Când Salomeea a întrebat-o pe mama ei ce ar trebui să ceară, Irodiada i-a spus să ceară capul lui Ioan Botezătorul pe o tipsie. Deși Irod a fost îngrozit de această cerere, el a acceptat în cele din urmă cu strângere de inimă și a poruncit executarea în închisoare a lui Ioan.
Istoricul evreu Iosephus Flavius povestește tot în lucrarea Antichități iudaice că Irod l-a ucis pe Ioan pentru „ca nu cumva marea influență pe care Ioan o avea asupra oamenilor să-l determine pe Ioan să declanșeze o răscoală și să-l aducă pe Irod în puterea lui [Ioan] (căci ei păreau pregătiți să facă orice i-ar fi sfătuit el), [așa că Irod] a crezut că este mai bine să-l omoare”. El mai spune că mulți dintre evrei credeau că dezastrul militar suferit de Irod din partea lui Aretas, socrul său (tatăl lui Phasaelis), era pedeapsa lui Dumnezeu pentru comportamentul său nelegiuit.
Niciuna dintre surse nu oferă o dată exactă a decapitării, care a avut loc probabil în anii 28–29 d.Hr. (Matei 14:1-12; Marcu 6:14-27; Luca 9:9) după întemnițarea lui Ioan Botezătorul în anul 27 d.Hr. (Matei 4:12; Marcu 1:14) la îndemnul Irodiadei, soția fratelui său, pe care o luase ca amantă (Matei 14:3-5; Marcu 6:17-20). Potrivit lui Iosephus, decapitarea lui Ioan a avut loc în cetatea Maherus.

## Zi de prăznuire
Comemorarea liturgică a decapitării Sfântului Ioan Botezătorul este aproape la fel de veche ca aceea a nașterii sale, care este una dintre cele mai vechi sărbători, dacă nu chiar cea mai veche, introduse atât în liturghiile orientale, cât și în cele occidentale pentru a cinsti un sfânt.
Biserica Romano-Catolică prăznuiește decapitarea Sf. Ioan Botezătorul pe 29 august, la fel ca Biserica Luterană. Mai multe biserici din Comuniunea Anglicană fac acest lucru, inclusiv Biserica Angliei, deși unii o consideră mai degrabă o pomenire și nu o zi de sărbătoare.
Bisericile ortodoxe și greco-catolice celebrează, de asemenea, această prăznuire pe 29 august. Această dată din calendarul iulian, folosit de bisericile ortodoxe rusă, macedoneană, sârbă și etiopiană, corespunde în secolul al XXI-lea zilei de 11 septembrie din calendarul gregorian. Ziua este prăznuită întotdeauna cu post strict, iar în unele culturi creștine credinciosul practicant nu va mânca mâncare de pe un platou plat, nu va folosi un cuțit și nici nu va mânca o mâncare de formă rotundă în această zi.
Biserica Apostolică Armeană comemorează decapitarea Sfântului Ioan în Sâmbăta Săptămânii Paștelui, în timp ce Bisericile Ortodoxă Siriană, Biserica Ortodoxă Siriană din Malankar și Biserica Siro-Catolică din Malankar comemorează moartea lui pe 7 ianuarie.

## Sărbători relaționate

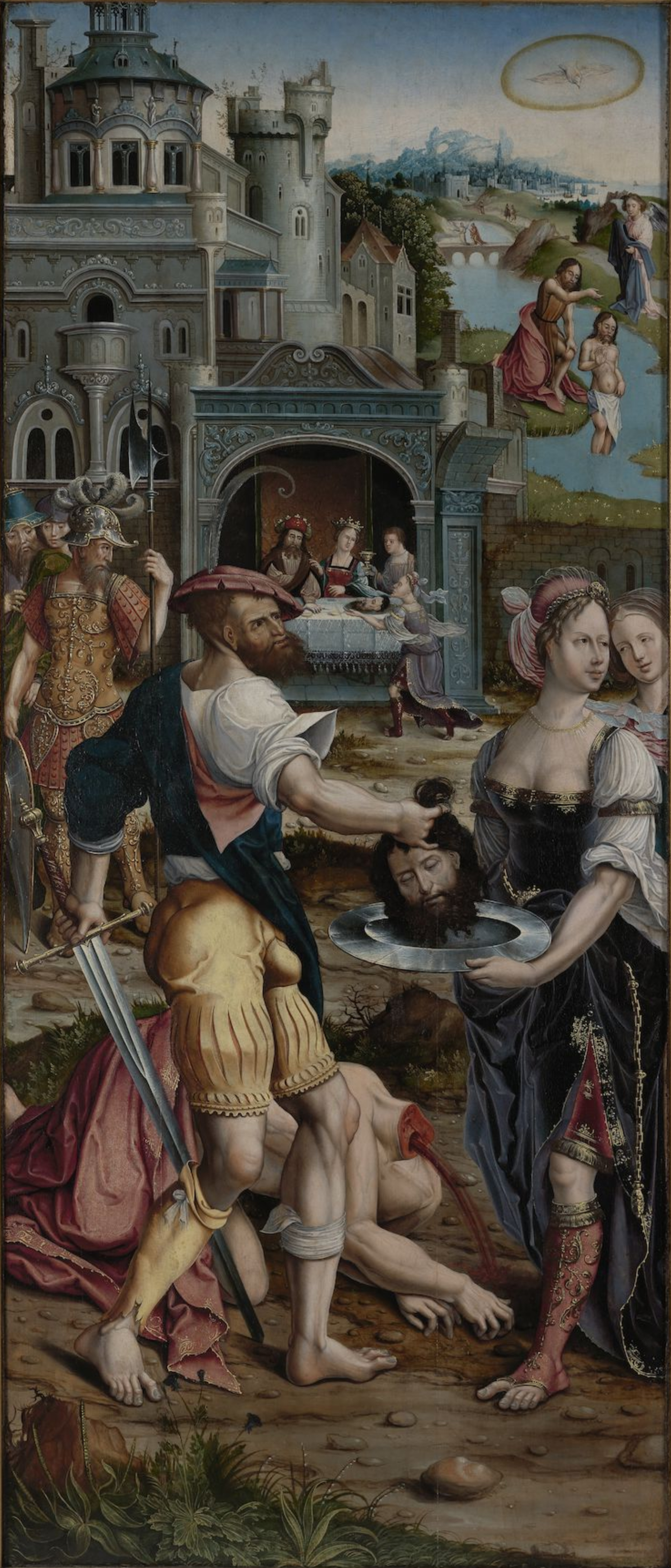
Decapitarea Sfântului Ioan Botezătorul de Jan Rombouts

Există alte două sărbători înrudite, prăznuite de creștinii răsăriteni:
- Întâia și a doua aflare a Capului Sfântului Ioan, Înaintemergătorul și Botezătorul Domnului (24 februarie). Conform tradiției bisericești, după executarea lui Ioan Botezătorul, discipolii săi i-au îngropat trupul în orașul Sebastia, dar Irodiada a luat capul tăiat și l-a îngropat într-un morman de bălegar. Mai târziu, Sfânta Ioana, care era căsătorită cu ispravnicul lui Irod, a luat în secret capul și l-a îngropat pe Muntele Măslinilor, unde a rămas ascuns timp de secole.

Prima aflare a avut loc în secolul al IV-lea. Terenul de pe Muntele Măslinilor unde a fost înmormântat capul a trecut în cele din urmă în posesia unui funcționar guvernamental care a devenit călugăr cu numele de Inocențiu. El a construit acolo o biserică și o chilie monahală. Când a început să sape fundația, a descoperit vasul în care se afla capul lui Ioan Botezătorul, dar temându-se că moaștele ar putea fi pângărite de necredincioși, le-a ascuns din nou în același loc în care fuseseră găsite. La moartea sa, biserica s-a părăginit și a fost distrusă.
A doua aflare a avut loc în anul 452. În zilele lui Constantin cel Mare, doi călugări aflați în pelerinaj la Ierusalim ar fi avut viziuni ale Sfântului Ioan Botezătorul, care le-a dezvăluit locu unde se afla capul său. Ei au descoperit relicva, au așezat-o într-un sac și au pornit spre casă. Pe drum s-au întâlnit cu un olar fără nume și i-au dat sacul, fără să-i spună despre ce este vorba. Ioan Botezătorul i-a apărut într-o viziune și i-a poruncit să fugă de călugării nepăsători și leneși, cu ceea ce ținea în mâini. El a făcut acest lucru și a dus capul acasă. Înainte de moartea sa, l-a așezat într-un cufăr și l-a dat surorii sale. După câtva timp, un ieromonah arian cu numele de Eustathius a intrat în posesia acestuia, folosindu-l pentru a atrage adepți ai învățăturilor sale. El a îngropat capul într-o peșteră din apropiere de Emesa. În cele din urmă, pe acel loc a fost construită o mănăstire. În anul 452, Sfântul Ioan Botezătorul i-a apărut într-o viziune arhimandritului Marcellus al acestei mănăstiri și i-a indicat unde era ascuns capul său: într-un vas de apă îngropat în pământ. Moaștele au fost aduse în orașul Emesa și ulterior au fost transferate la Constantinopol.
- A treia aflare a Capului Sfântului Ioan, Înaintemergătorul și Botezătorul Domnului (25 mai). Capul a fost transferat în orașul Comana din Capadocia în perioada invaziilor musulmane (în jurul anului 820) și a fost ascuns în pământ în perioada persecuției iconoclaste. Atunci când venerarea icoanelor a fost restabilită în anul 850, patriarhul Ignatie al Constantinopolului (847-857) a avut o viziune în care a văzut unde fusese ascuns capul Sfântului Ioan. Patriarhul a comunicat acest lucru împăratului Mihail al III-lea, care a trimis o delegație la Comana, unde a fost găsit capul. După aceea, capul a fost din nou transferat la Nyc, iar aici, pe 25 mai, a fost amplasat într-o biserică de la curte.

## Relicve

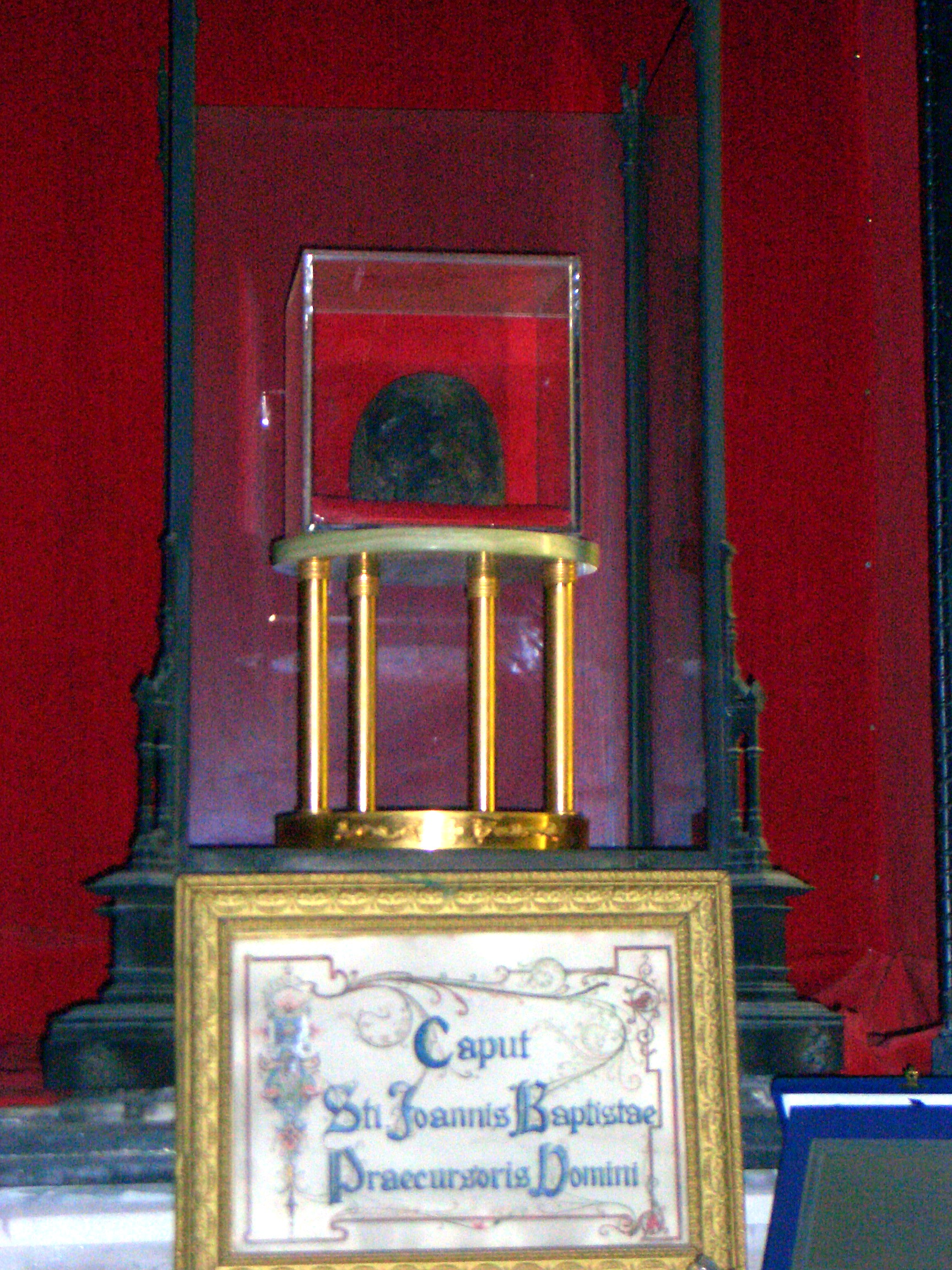
Pretinsul cap al Sfântului Ioan Botezătorul, situat în propria sa capelă din Bazilica San Silvestro in Capite din Roma.

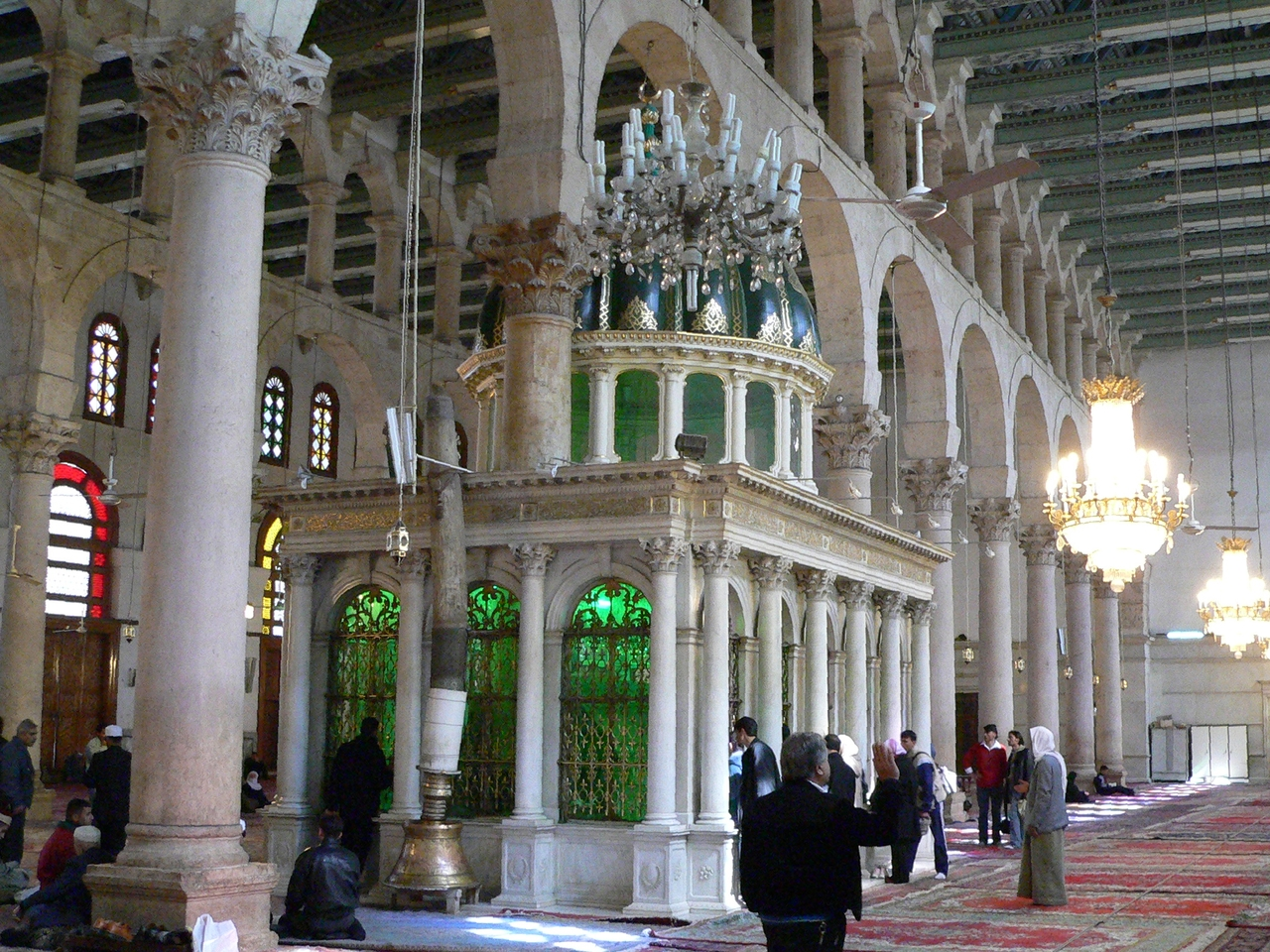
Un altar musulman dedicat Sfântului Ioan Botezătorul în Moscheea Omeiadă din Damasc, Siria.

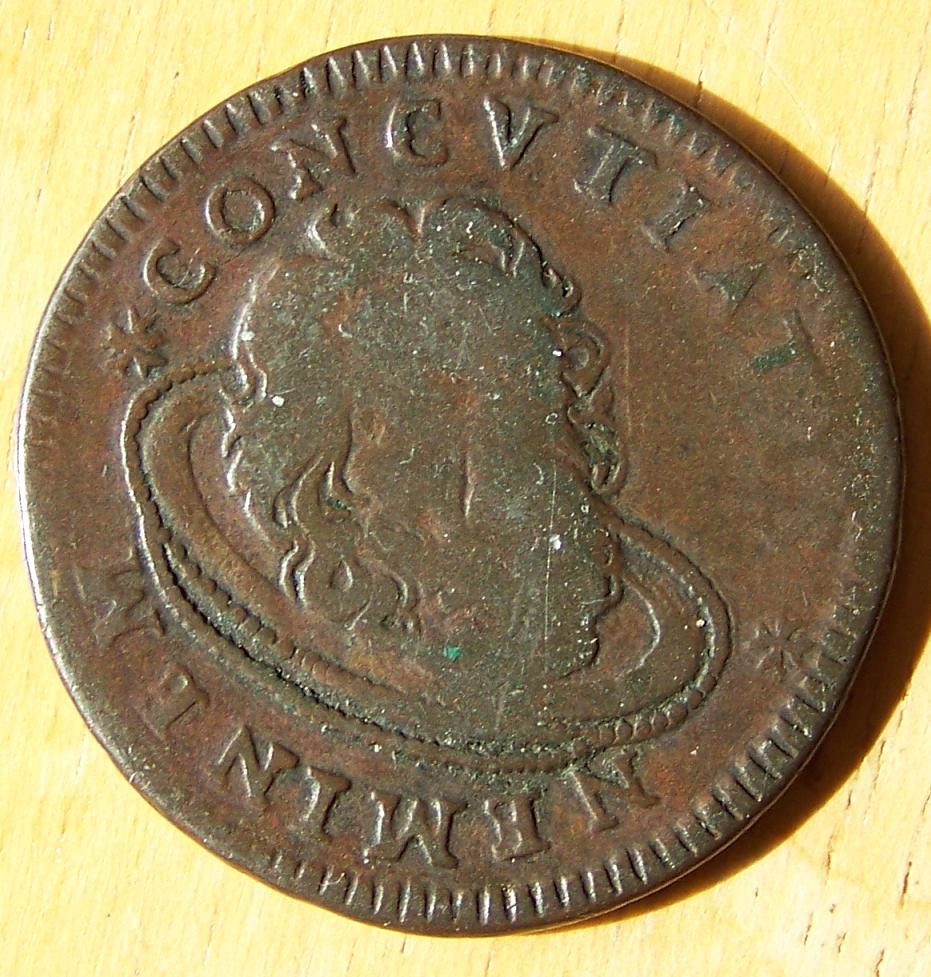
O monedă Tarì din 1742 a Cavalerilor Ospitalieri, înfățișând capul Sfântului Ioan Botezătorul pe un platou rotund de argint.

Potrivit tradiției antice, locul de înmormântare al lui Ioan Botezătorul era în orașul Sevaste, în apropierea actualului oraș Nablus din Cisiordania, și se menționează că moaștele sale erau cinstite acolo la mijlocul secolului al IV-lea. Istoricii Rufinus și Theodoretus consemnează că lăcașul a fost profanat în timpul domniei împăratului Iulian Apostatul în jurul anului 362, oasele fiind parțial arse. O parte a relicvelor salvate au fost transportate la Ierusalim, apoi la Alexandria, unde, la 27 mai 395, au fost așezate în bazilica care fusese închinată recent Sfântului Ioan Botezătorul pe fostul locaș al templului lui Serapis. Mormântul de la Sevaste a continuat totuși să fie vizitat de pelerini pioși, iar Sfântul Ieronim a fost martor al unor minuni ce au avut loc acolo. Astăzi, mormântul se află în Moscheea Nabi Yahya („Moscheea lui Ioan Botezătorul”).
Ce s-a întâmplat cu capul lui Ioan Botezătorul este dificil de aflat. Nichifor Calist și Simeon Metafrastul spun că Irodiada l-a înmormântat în fortăreața Maherus (potrivit lui Iosephus). Alți autori afirmă că el a fost îngropat în palatul lui Irod din Ierusalim, unde a fost găsit în timpul domniei lui Constantin și transportat de acolo în secret la Emesa, în Fenicia, unde a fost ascuns, locul rămânând necunoscut ani de zile, până când a fost dezvăluit prin revelație în anul 453.
De-a lungul secolelor au apărut mai multe legende cu privire la relicvele Sf. Ioan Botezătorul în întreaga lume creștină. Câteva sanctuare creștine pretind că dețin capul tăiat al lui Ioan Botezătorul, iar printre acestea se află următoarele:
- Tradiția romano-catolică susține că capul aflat în Bazilica San Silvestro in Capite din Roma este cel al lui Ioan Botezătorul, descoperit pentru a doua oară, [sursa nu confirmă], după cum a afirmat și Papa Benedict al XVI-lea în august 2012.[8]
- Tradiția islamică susține că capul Sfântului Ioan Botezătorul a fost îngropat în Bazilica Sfântului Ioan Botezătorul din Damasc. Papa Ioan Paul al II-lea a vizitat mormântul lui Ioan Botezătorul din Moscheea Omeiadă în timpul vizitei sale în Siria din aprilie 2001. În consecință, musulmanii cred, de asemenea, că Iisus Hristos se va întoarce în această locație la cea de-a Doua Venire.
- În epoca medievală, se zvonea că cavalerii templieri dețineau capul Sf. Ioan Botezătorul, iar mai multe documente ale Inchiziției de la începutul secolului al XIV-lea menționează venerarea capului.[9]
- Catedrala din Amiens pretinde că ar avea capul ca o relicvă adusă de la Constantinopol de Wallon de Sarton în timp ce se întorcea din cea de-a patra cruciadă.
- Unii cred că ar fi fost îngropat în Antiohia turcă sau în sudul Franței.[7]
- Se crede că o bucată din craniul său s-ar afla la schitul românesc Prodromu de pe Muntele Athos.
- Un relicvar aflat în palatul Residenz din München, Germania, este etichetat ca având craniul lui Ioan Botezătorul.[10]

Se crede că există și alte relicve ale Sfântului Ioan Botezătorul, printre care:
- Conform tradiției, Luca Evanghelistul a mers în orașul Sebastia, de unde a luat mâna dreaptă a Înaintemergătorului (mâna care l-a botezat pe Isus) și a adus-o în Antiohia, orașul său natal, unde ea a făcut minuni. Cronicile ai consemnat că moaștele erau expuse și arătate credincioșilor cu ocazia Sărbătorii Înălțării Crucii (14 septembrie). Dacă degetele mâinii erau deschise, aceasta era interpretată ca un semn al unui an abundent, iar dacă degetele erau strânse se credea că va urma o recoltă slabă (1 septembrie era începutul anului bisericesc și al sezonului de recoltare).
- Pe 7 ianuarie, Biserica Ortodoxă sărbătorește Sărbătoarea aducerii mâinii drepte a Sfântului Înaintemergător de la Antiohia la Constantinopol în anul 956 și Miracolul Sfântului Înaintemergător Ioan împotriva agarenilor de la Chios.
- În anul 1204, după Jefuirea Constantinopolului de către cruciați, împăratul francez Balduin i-a dat un os de la încheietura mâinii Sfântului Ioan Botezătorul lui Ottonus de Cichon, care la rândul său l-a dăruit unei abații cisterciene din Franța.
- Se spune că brațul lui Ioan Botezătorul și o bucată din craniul său s-ar afla în Palatul Topkapı din Istanbul, Turcia.
  - În vremea lui Mahomed Cuceritorul, craniul era ținut la Topkapı, în timp ce după moartea sa, mama sa vitregă, prințesa sârbă Mara Branković, l-a adus în Serbia. El a fost ținut pentru o vreme la Mănăstirea Dionisiu de la Muntele Athos, iar apoi fragmentul de craniu a fost trimis pe o insulă din apropiere pentru a preveni izbucnirea epidemiei de ciumă; cu toate acestea, flota otomană l-a confiscat și l-a trimis lui Hasan Pașa din Algeria, care l-a ținut în casa sa până la moartea sa. Fragmentul a fost apoi readus la Topkapı. Craniul este păstrat pe o placă de aur decorată cu pietre prețioase și inscripții în limba sârbă veche. Placa este păstrată într-o cutie de cristal din secolul al XVI-lea.[11]
  - Brațul lui Ioan a fost adus de la Antiohia la Constantinopol în vremea împăratului Constantin al VII-lea . A fost păstrat în capela împăratului în secolul al XII-lea, apoi în Biserica Fecioarei din Pharos, apoi în Biserica Peribleptos în prima jumătate a secolului al XV-lea. Solul spaniol Clavijo a raportat că a văzut două brațe diferite în două mănăstiri diferite, în timpul unei vizite la Constantinopol în 1404. După căderea Constantinopolului, otomanii au confiscat această relicvă. În 1484 sultanul Baiazid al II-lea a trimis-o cavalerilor ospitalieri din Rodos, în schimbul fratelui său, Cem. În 1585 sultanul Murad al III-lea a adus brațul din cetatea Lefkosia la Constantinopol (de acum încolo cunoscut sub numele de Istanbul). Brațul este păstrat într-un relicvar argintiu ornat cu aur. Pe braț există mai multe inscripții: „Iubitorul lui Dumnezeu” pe arătător, „Aceasta este mâna Botezătorului” pe încheietura mâinii și „aparține (călugărului) Dolin Monahu” pe osul de deasupra cotului.
- În anul 1484, mâna dreaptă a înaintașului a fost dată de fiul sultanului Baiazid al II-lea cavalerilor ospitalieri de pe insula Rodos, pentru a obține bunăvoința lor. Cavalerii au adus mai târziu moaștele cu ei atunci când au mutat sediul Ordinului în Malta. Când Napoleon a cucerit Malta în 1798, brațul Sf. Ioan Botezătorul a fost una dintre puținele comori care i s-a permis marelui maestru Ferdinand von Hompesch să le ia de pe insulă.[12] La 12 octombrie 1799, după demisia lui Hompesch, relicva a fost prezentată, împreună cu celelalte comori ale Maltei — icoana Madona Philermos și o așchie a Sfintei Cruci — țarului rus Pavel I, care fusese ales noul mare maestru al Ordinului Suveran de Malta, și dusă în paraclisul Palatului Prioratului[13] de la Gatcina (Rusia). După moartea țarului Pavel în 1801, moaștele au fost transferate în Palatul de Iarnă de la Sankt Petersburg și au supraviețuit asedierii Palatului de Iarnă în timpul Revoluției Bolșevice din 1917, deoarece se aflau atunci la biserica din Gatcina, împreună cu celelalte moaște ale cavalerilor ospitalieri, pentru sărbătoarea în cinstea lor din 12 octombrie. În cele din urmă, moaștele au ajuns la Mănăstirea Ostrog din Muntenegru și de acolo la Mănăstirea Cetinje, aflată tot în Muntenegru.[14]
- Mâna dreaptă este, de asemenea, renumită pentru a fi păstrată la mănăstirea Dionisiou de pe Muntele Athos.
- Se spune că moaștele lui Ioan Botezătorul s-ar afla în posesia mănăstirii ortodoxe copte „Sf. Macarie cel Mare” din Scetes, Egipt.[15]
- În iulie 2010 a fost descoperit un mic relicvar sub ruinele unei mănăstiri din secolul al V-lea de pe Insula Sf. Ivan, Bulgaria. Arheologii locali au deschis relicvarul în august 2010 și au găsit fragmente osoase dintr-un craniu, o mână și un dinte, despre care ei cred că aparțin lui Ioan Botezătorul, pe baza interpretării unei inscripții grecești de pe relicvar. Episcopul ortodox bulgar care a asistat la deschiderea relicvarului a speculat că moaștele ar putea fi un cadou pentru o biserică din secolul al XI-lea de pe insulă, dedicată, probabil, sfântului.[16] Rămășițele au fost datate cu carbon până în secolul I.
- Un relicvar cu un deget al Sfântului Ioan Botezătorul se află în Muzeul de Artă Nelson-Atkins din Kansas City, Missouri.[17]
- La 29 august 2012, în timpul unei audiențe publice televizate la palatul de vară din Castel Gandolfo, Papa Benedict al XVI-lea a menționat dedicarea unei cripte în Sebastia, Samaria, unde capul Botezătorului era venerat încă de la mijlocul secolului al IV-lea.[8] În plus, pontiful a mai remarcat că sărbătoarea religioasă comemorează în special transferul acestor moaște, aflate acum în Bazilica San Silvestro in Capite din Roma.

## Reprezentări ale lui Irod, ale Salomeei și ale morții lui Ioan Botezătorul

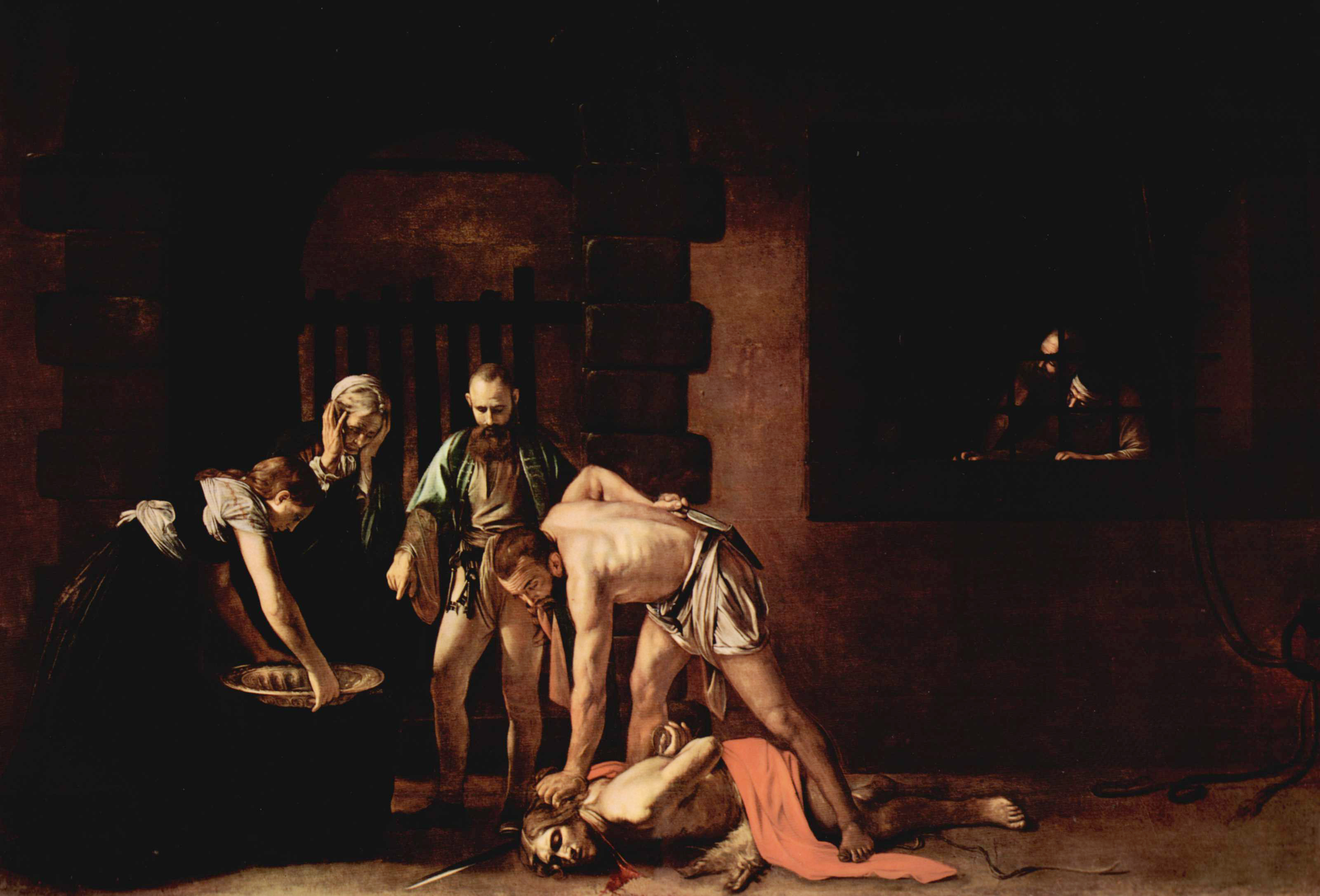
Caravaggio, Decapitarea Sf. Ioan Botezătorul, 1608 (Catedrala din La Valletta, Malta)

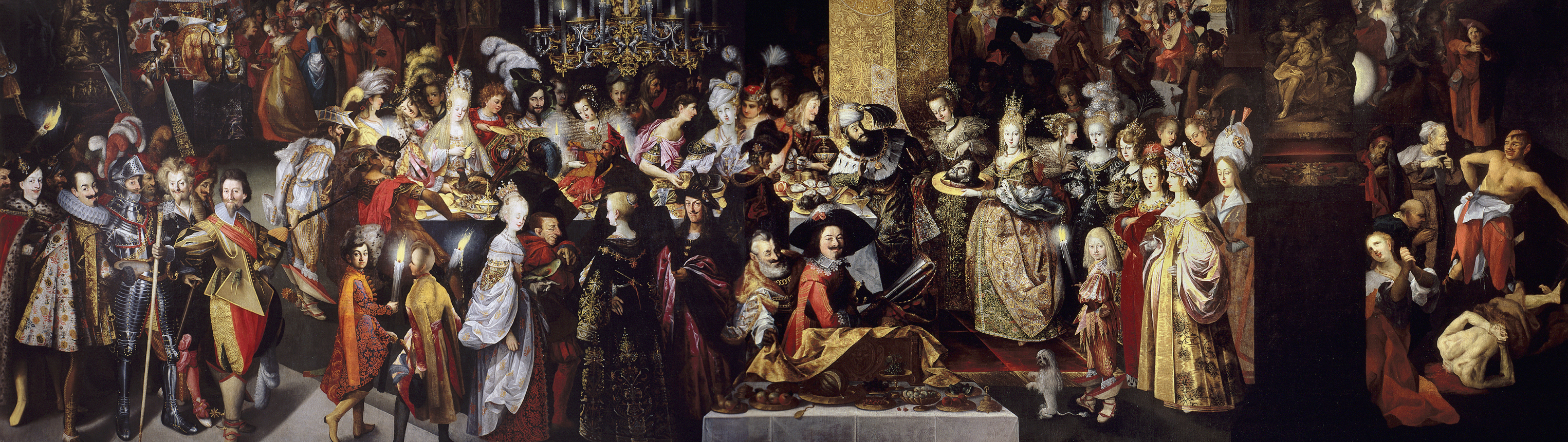
Petrecerea lui Irod cu decapitarea Sfântului Ioan Botezătorul, în Muzeul Prado din Madrid, tablou de aproape 10 metri lățime, capodopera lui Bartholomeus Strobel

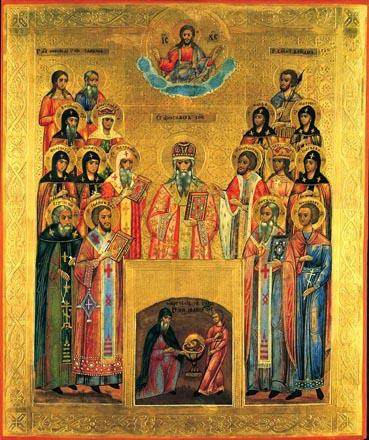
Icoana celei de-a treia descoperiri a capului Înaintemergătorului Ioan (sfârșitul secolului al XIX-lea, Rusia)

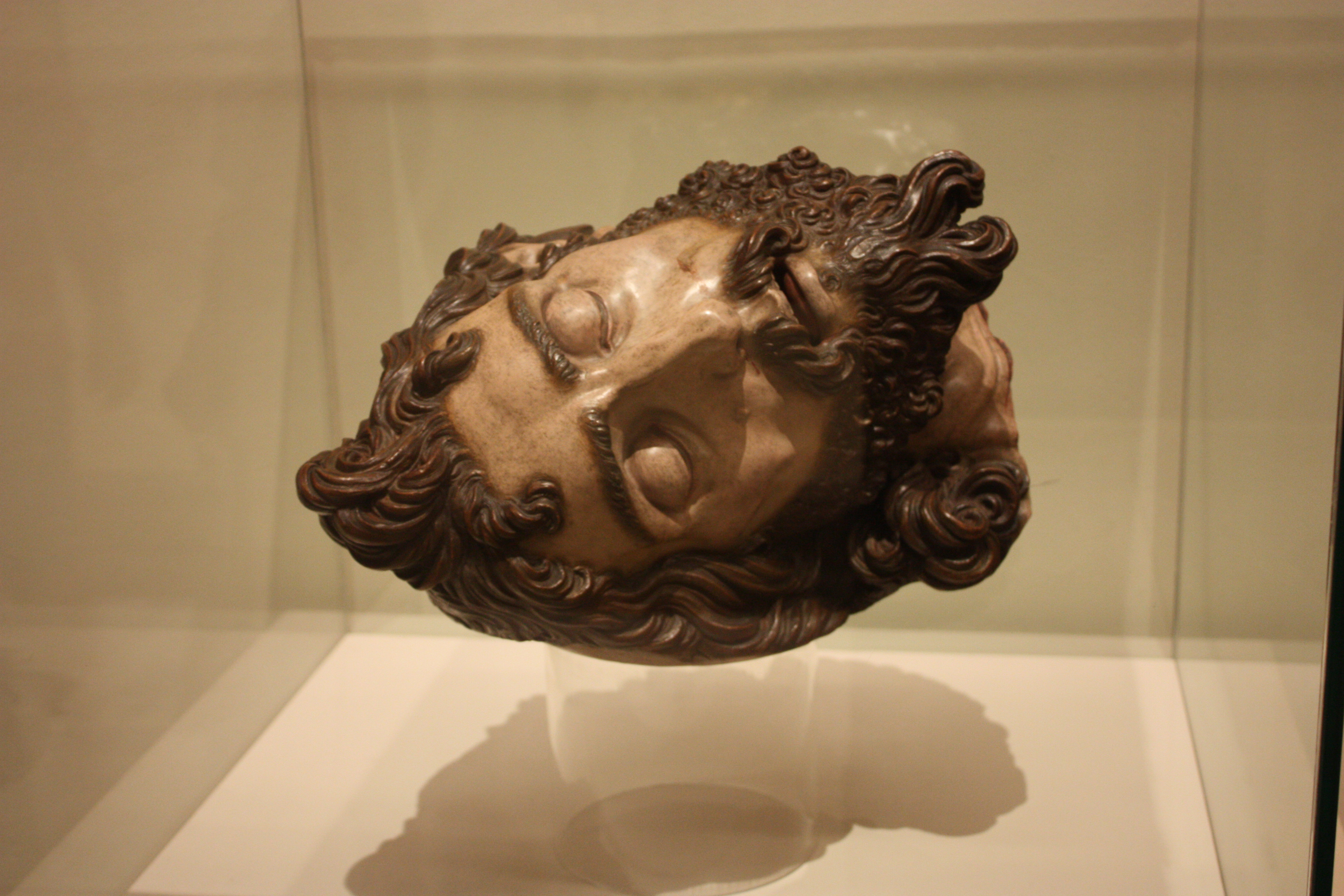
Capul lui Ioan Botezătorul (Gaspar Nuñez Delgado), Muzeul de Artă din Sevilla

Evenimentele relaționate cu moartea Sfântului Ioan Botezătorul au fost un subiect comun în reprezentarea lui Ioan Botezătorul în artă, inițial cel mai adesea în mici scene din predele și mai târziu în lucrări separate de dimensiuni mai mari. Următoarea listă nu este una exhaustivă, ci include multe dintre cele mai cunoscute reprezentări ale acestor evenimente în ordine cronologică:
- Banchetul lui Irod, Donatello, 1427
- Salomeea cu capul Sf. Ioan Botezătorul, Tiziano Vecellio (Tițian), c. 1515, Galleria Doria Pamphilj, Roma
- Salomeea cu capul lui Ioan Botezătorul, Caravaggio, c. 1607-1610, National Gallery din Londra
- Salomeea cu capul lui Ioan Botezătorul, Caravaggio, c. 1609, Palatul Regal din Madrid
- Decapitarea Sfântului Ioan Botezătorul, Caravaggio, 1608, Catedrala din Valletta, Malta
- Sărbătoarea lui Irod cu decapitarea Sfântului Ioan Botezătorul, Bartholomeus Strobel, c. 1630-1643, Prado, Madrid

Altele
- Petrecerea lui Irod, Mănăstirea Daurade, c. 1100, Musée des Augustins, Toulouse.
- Moartea lui Ioan Botezătorul, Gilabertus, Catedrala Saint-Etienne, 1120–1140, Musee des Augustins, Toulouse
- Petrecerea lui Irod, Giotto di Bondone, 1320
- Petrecerea lui Irod și decapitarea Botezătorului, Master of the Life of Saint John the Baptist, c. 1300-1330, Metropolitan Museum of Art
- Înmormântarea Botezătorului, Andrea Pisano, 1330
- Sf. Ioan Evanghelistul și povestiri din viața sa, Giovanni del Biondo, 1360–1370
- Petrecerea lui Irod, Spinello Aretino, 1385
- Banchetul lui Irod, Lorenzo Monaco, c. 1400
- Decapitarea Sfântului Ioan Botezătorul, Masaccio, 1426
- Banchetul lui Irod, Masolino da Panicale, 1435
- Banchetul lui Irod, Fra Filippo Lippi, 1452–1465
- Capul lui Ioan Botezătorul adus lui Irod, Giovanni di Paolo, 1454, National Gallery, Londra
- Petrecerea lui Irod și decapitarea Sf. Ioan Botezătorul, Benozzo Gozzoli, 1461–1462, National Gallery of Art
- Capul lui Ioan Botezătorul, Giovanni Bellini, 1464–1468
- Decapitarea Sfântului Ioan Botezătorul, Lieven van Lathem, 1469, The J. Paul Getty Museum
- Petrecerea lui Irod, Heydon, Norfolk, c. 1470, pictură murală într-o biserică parohială engleză
- Piesă de altar cu Sf. Ioan, Hans Memling, 1474–1479
- Decapitarea lui Ioan Botezătorul, Andrea del Verrocchio, 1477–1480
- Salomeea cu capul lui Ioan Botezătorul, Sandro Botticelli, 1488, Galeria Uffizi, Florența
- Salomeea cu capul lui Ioan Botezătorul, Cornelis Engelbrechtsz, c. 1490, J. Paul Getty Museum
- Capul Sf. Ioan Botezătorul cu îngeri triști și putti, Jan Mostaert, începutul sec. al XVI-lea, National Gallery, Londra
- Piesă de altar cu Sf. Ioan (partea stângă), Quentin Massys, 1507–1508
- Decapitarea Sfântului Ioan, Albrecht Dürer, 1510, Seminarul Teologic Creștin, Indianapolis
- Fiica Irodiadei, Sebastiano del Piombo, 1510, National Gallery, Londra
- Salomeea, Tilman Riemenschneider, 1500–1510
- Salomeea, Casare da Sesta, 1510–1520, National Gallery, Londra
- Salomeea, Giampietrino, c. 1510-1530, National Gallery, Londra
- Capul Sf. Ioan Botezătorul adus lui Irod, Albrecht Dürer, 1511
- Salomeea, Alonso Berruguete, 1512–1516, Galeria Uffizi, Florența
- Salomeea cu capul lui Ioan Botezătorul, Tițian, c. 1515
- Capul lui Ioan Botezătorul, Hans Baldung Grien, 1516, National Gallery of Art
- Salomeea cu capul lui Ioan Botezătorul, Jacob Cornelisz van Oostsanen, Rijksmuseum, Amsterdam
- Irodiada, Bernardino Luini, 1527–1531
- Salomeea, Lucas Cranach cel Bătrân, c. 1530
- Decapitarea lui Ioan Botezătorul, Vincenzo Danti, 1569–1570
- Salomeea, Giovanni Battista Caracciolo, 1615–1620
- Petrecerea lui Irod, Frans Francken cel Tânăr, c. 1620, Muzeul Ermitaj
- Capul Sfântului Ioan Botezătorul, Juan de Mesa, ca. 1625, Catedrala din Sevilla
- Irodiada cu capul Sfântului Ioan Botezătorul, Francesco del Cairo, c. 1625-1630
- Decapitarea lui Ioan Botezătorul, Matthaeus Merrian cel Bătrân, 1625–1630
- Decapitarea Sf. Ioan, artist britanic necunoscut, sec. al XVII-lea, Tate Gallery
- Salomeea dansând înaintea lui Irod, Jacob Hogers, c. 1630-1655, Rijksmuseum
- Salomeea primind în dar capul Sf. Ioan Botezătorul, Leonaert Bramer, anii 1630
- Decapitarea Sfântului Ioan Botezătorul, Massimo Stanzione, c. 1634
- Salomeea primește capul lui Ioan Botezătorul, Guercino, 1637, Muzeul de Artă din Rennes
- Salomeea cu capul lui Ioan Botezătorul, Guido Reni, 1639–1640
- Decapitarea lui Ioan Botezătorul, Rembrandt, 1640, The Fine Arts Museums of San Francisco
- Decapitarea lui Ioan Botezătorul, Rombout van Troyen, anii 1650, State Hermitage Museum
- Sf. Ioan mustrându-l pe Irod, Mattia Preti, 1662–1666
- Sf. Ioan în fața lui Irod, Mattia Preti, 1665
- Decapitarea Sfântului Ioan, artist al Școlii Britanice, sec. al XVII-lea, Tate Gallery
- Ioan Botezătorul decapitat, Julius Schnorr von Carolsfeld, 1851–1860, World Mission Collection
- Fiica Irodiadei primind capul lui Ioan Botezătorul, Gustave Doré, 1865
- Capul Sf. Ioan Botezătorul, Jean-Baptiste Chatigny, 1869, The J. Paul Getty Museum
- Decapitarea lui Ioan Botezătorul, Pierre Puvis de Chavannes, c. 1869, National Gallery, Londra
- Salomeea, Henri Regnault, 1870, Metropolitan Museum of Art
- Gustave Moreau:
  - Salomeea dansând înaintea lui Irod, 1874–1876
  - Apariția, 1874–1876
  - Salomeea, 1876
- Irodiada, Gustave Flaubert, 1877
- James Tissot, 1886-1896:
  - Fiica Irodiadei dansând
  - Regele Irod
  - Capul lui Ioan Botezătorul pe o tipsie
- Salomeea, Franz von Stuck, 1906
- Salomeea, Nikolai Astrup
- Salomeea cu capul lui Ioan Botezătorul, Aubrey Beardsley,

## Legături externe
- Beheading of the Forerunner Icon and Synaxarion of the feast (Eastern Orthodox)
- The Decollation of Saint John Baptist from The Golden Legend (1275)
- Beheading of Saint John the Baptist from the Prologue from Ochrid
- First and Second Finding of the Head of the Forerunner
- Third Finding of the Head of the Forerunner
- January 7 Arhivat în 24 februarie 2012, la Wayback Machine. Synaxis of John the Forerunner - accounts of various relics